# 鴛淵孝
鴛淵 孝（おしぶち たかし、1919年（大正8年）10月22日 - 1945年（昭和20年）7月25日戦死認定）は日本の海軍軍人。海兵68期。戦闘機搭乗員である。戦死による一階級進級で最終階級は海軍少佐。

## 生涯
1919年（大正8年）10月22日、長崎県長崎市で医者の家に生まれる。妹思いの兄であり、妹の光子にメンデルスゾーンのヴァイオリン協奏曲のレコードをプレゼントしたり、妹思いな手紙も送っている。
旧制長崎中学校を経て、1937年（昭和12年）4月、海軍兵学校68期に入校。同期の豊田穣は鴛淵の戦記『蒼空の器―撃墜王鴛淵孝大尉』を執筆している。1940年（昭和15年）8月7日卒業、鴛淵は香取乗組となり、練習航海を行う。練習航海後の10月5日、鈴谷乗組。1941年（昭和16年）4月1日、任海軍少尉。5月25日、第36期海軍練習航空隊飛行学生被仰付。1942年（昭和17年）2月、同課程卒業。同月、大分海軍航空隊付、戦闘機を専修。3月16日、任海軍中尉。6月30日、同教程修了。同月横須賀海軍航空隊教官。8月10日、大分海軍航空隊教官。
1943年（昭和18年）3月27日、第二五一海軍航空隊分隊長。5月、ラバウルに進出。ソロモン・東ニューギニアにおける航空戦に参加。9月1日、第二五三海軍航空隊分隊長。11月1日、任海軍大尉。5日、厚木海軍航空隊附。1944年（昭和19年）2月20日、厚木海軍航空隊は第二〇三海軍航空隊と改称された。4月1日、戦闘第三〇四飛行隊長に就任。5月、占守島進出、北千島防空に従事。10月、台湾沖航空戦に参加。同月、フィリピンに進出、捷号作戦に従事。11月1日、セブ島上空の空戦で負傷し内地に帰還して11月15日付で横須賀鎮守府附被仰付、12月5日付で佐世保鎮守府附被仰付となり別府の海軍病院で療養した。
1945年（昭和20年）1月1日、第三四三海軍航空隊（剣部隊、以下「343空」とする）戦闘第七〇一飛行隊（維新隊）の飛行隊長に就任。先任飛行隊長を務める。細部の空中指揮に関しては一任されていた。隊長は自分の「紫電改」に敵をひきつけるためにストライプ模様を描いた。色は黄色と言われるが、山田良市（戦闘701）は白だったと証言している。
343空司令の源田実大佐は、鴛淵は性質温厚で、紅顔の好ましい青年であったが、こと戦闘となれば、その温厚さも吹き飛んでしまうような闘士であり、如何なる場合にも常に先頭に立ち、彼の指揮誘導にはほとんど文句のつけようがなく、部下は「この隊長と共に死す」ということに誇りを感じているようで、343空の戦果の裏には彼の卓越した空中指揮に負うところが大きいと評している。また、343空の3人の飛行隊長（鴛淵、林喜重、菅野直）は兄弟のようであったという。副長の中島正中佐は、知将の鴛淵、仁将の林、猛将の菅野と評する。飛行長の志賀淑雄少佐によれば「殺伐としたところがなく、品行方正だが、芯は強い。てきぱき仕事を進め訓練計画も理詰めでこなす。参謀になっても腕を振るっただろう」という。整備員の柳沢三郎によれば「整備士にうるさい人ではなく、小言もなく整備員を信頼して、よろしく頼むの一言だけであった。それがかえって頑張らずにはいられなかった」という。宮崎勇は鴛淵を「学業・技量・人格ともに優れた青年士官の鑑のような人であった。穏やかで懐が深く、いつも笑顔で人をやわらげる雰囲気を持っていた」と評する。
1945年（昭和20年）7月24日、鴛淵率いる21機で10倍以上の米海軍機動部隊艦載機を豊後水道上空で迎撃。鴛淵は敵編隊に三回の攻撃を加えたがエンジンに被弾し、初島二郎上飛曹機に付き添われている姿を僚機が確認したのを最後に未帰還となった。この戦闘で、米海軍VF-49所属ジャック・A・ギブソン中尉が鴛淵機と思われる白色の胴帯を描いた指揮官機クラスの「紫電改」を午前10時15分頃に撃墜したことを報告している。
享年25。この日の343空の戦闘は昭和天皇から嘉賞された。
戦後、部下の山田良市は、鴛淵に遺品がないことから自分の時計を鴛淵の遺品として届け、その時に妹の光子と出会い結婚に至る。山田は「隊長が生きていたら、自分が悪いのをよく知ってるから認めなかったでしょうね」と語っている。山田が第15代航空幕僚長だった際に、鴛淵が戦死した日に未帰還となった「紫電改」のエンジンが引き上げられ、その慰霊碑の筆を山田が書いている。
海兵同期の松永市郎が鴛淵の兄を訪ねた際、兄の幹雄は「クラスのお方がどう思われるか知りませんが、孝は満足して死んだでしょう。私たち一族はみんなそう思っています。孝が5つのとき、軍艦羽黒が長崎に入港しました。そのとき偶然にも艦長さんが孝をダッコしてくださいました。それからの孝は、”僕、艦長さんになるんだよ”と言い続けました。だったら勉強もしなさい。運動もしなさい。と言うと、素直に実行しました。お陰で中学ではバスケットの選手になりました。兵学校に合格し、卒業後は人も羨む戦闘機乗りに選ばれました。孝は三つ児の魂そのままに、いつも陽の当たる場所にいました。孝は本当に幸福者でした」と語っている。